# Kacsány
Kacsány (más néven Kvacsány, szlovákul: Kvačany) község Szlovákiában, az Eperjesi kerület Eperjesi járásában.

## Fekvése
Eperjestől 15 km-re délnyugatra, a Szinye-patak és a Hernád között fekszik.

## Története
1626-ban „Quaczian” alakban említik először. A 18. század elején a Joanelli család birtoka volt. 1787-ben 28 házában 208 lakos élt.
A 18. század végén Vályi András így ír róla: „KVACSÁN. Orosz falu Sáros Várm. földes Ura Rolly Uraság, lakosai leg inkább ó hitűek, fekszik Szedliczéhez nem meszsze, mellynek filiája, réttye, legelője van, piatzozása nintcs meszsze, de határja soványas.”
1828-ban 35 háza volt 284 lakossal. Lakói favágók, fuvarozók, fafaragók voltak. 1831-ben részt vettek a koleralázadásban.
Fényes Elek 1851-ben kiadott geográfiai szótárában így ír a faluról: „Kvacsány, Sáros v. orosz falu, közel Klemberghez: 60 romai, 235 g. kath., 4 zsidó lak. F. u. Roll.”
1920 előtt Sáros vármegye Eperjesi járásához tartozott.

## Népessége
| Év:            | 1994. | 2004. | 2014. | 2024.   |
| -------------- | ----- | ----- | ----- | ------- |
| Emberek száma: | 250   | 245   | 294   | 292     |
| Eltérés:       |       | -2 %  | +20 % | -0,68 % |

| Év:            | 2023. | 2024.   |
| -------------- | ----- | ------- |
| Emberek száma: | 284   | 292     |
| Eltérés:       |       | +2,81 % |

1910-ben 281, túlnyomórészt szlovák lakosa volt.

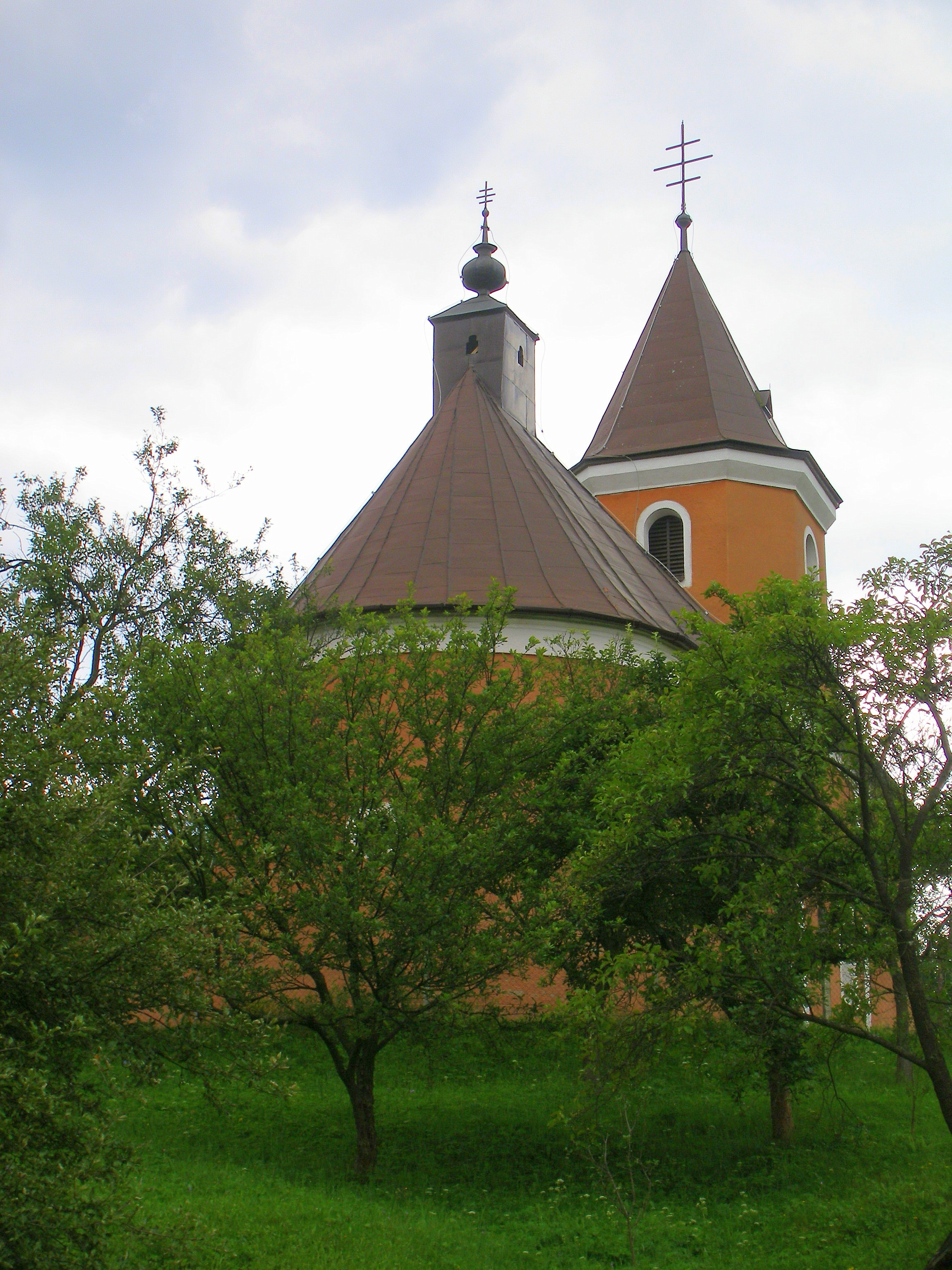
A kacsányi görögkatolikus templom

2001-ben 241 lakosából 236 szlovák volt.
2011-ben 271 lakosából 269 szlovák.

## Nevezetességei
Görögkatolikus temploma 1796-ban épült.